# Александър Костадинов
Александър Стоянов Костадинов е български борец.
Роден е на 28 юли 1988 година в Кюстендил. Започва да тренира класическа борба от ранна възраст. Участва на Олимпиадата в Лондон през 2012 година, а през 2014 година е европейски шампион в категория до 59 килограма.